# Élections législatives de 1981 en Tarn-et-Garonne
Les élections législatives françaises de 1981 en Tarn-et-Garonne se déroulent les 14 et 21 juin 1981.

## Élus
| Circonscription | Député sortant     | Parti | Parti | Député élu ou réélu | Parti | Parti |
| --------------- | ------------------ | ----- | ----- | ------------------- | ----- | ----- |
| 1re             | Jean Bonhomme      |       | RPR   | Hubert Gouze        |       | PS    |
| 2e              | Jean-Michel Baylet |       | MRG   | Jean-Michel Baylet  |       | MRG   |

## Positionnement des partis
La majorité sortante UDF-RPR se présente sous le sigle « Union pour la nouvelle majorité », le Parti socialiste unifié sous l'étiquette « Alternative 81 ».

## Résultats

### Résultats à l'échelle du département
| Parti          | Parti                              | Premier tour | Premier tour | Second tour | Second tour | Sièges |
| Parti          | Parti                              | Voix         | %            | Voix        | %           | Sièges |
| -------------- | ---------------------------------- | ------------ | ------------ | ----------- | ----------- | ------ |
|                | Parti socialiste                   | 35 665       | 35,20        | 30 096      | 37,90       | 1      |
|                | Mouvement des radicaux de gauche   | 14 143       | 13,96        | 24 679      | 31,08       | 1      |
|                | Parti communiste français          | 11 074       | 10,93        |             |             | 0      |
|                | Majorité présidentielle            | 60 882       | 60,09        | 54 775      | 68,98       | 2      |
|                |                                    |              |              |             |             |        |
|                | Rassemblement pour la République   | 30 324       | 29,93        | 24 634      | 31,14       | 0      |
|                | Union pour la démocratie française | 8 709        | 8,59         |             |             | 0      |
|                | Union pour la nouvelle majorité    | 39 033       | 38,52        | 24 634      | 31,02       | 0      |
|                |                                    |              |              |             |             |        |
|                | Lutte ouvrière                     | 764          | 0,75         |             |             | 0      |
|                | Divers écologiste                  | 644          | 0,63         | 0           |             |        |
|                |                                    |              |              |             |             |        |
| Inscrits       | Inscrits                           | 137 505      | 100,00       | 137 466     | 100,00      | 2      |
| Abstentions    | Abstentions                        | 34 280       | 24,93        | 37 766      | 27,47       |        |
| Votants        | Votants                            | 103 225      | 75,07        | 99 700      | 72,53       |        |
| Blancs et nuls | Blancs et nuls                     | 1 902        | 1,84         | 20 291      | 20,35       |        |
| Exprimés       | Exprimés                           | 101 323      | 98,16        | 79 409      | 79,65       |        |

### Résultats par circonscription

#### Première circonscription (Montauban)
| Candidat       | Candidat              | Parti          | Premier tour | Premier tour | Second tour | Second tour |  |
| Candidat       | Candidat              | Parti          | Voix         | %            | Voix        | %           |  |
| -------------- | --------------------- | -------------- | ------------ | ------------ | ----------- | ----------- |  |
|                | Jean Bonhomme sortant | RPR (UNM)      | 22 601       | 44,62        | 24 634      | 45,01       |  |
|                | Hubert Gouze élu      | PS             | 22 429       | 44,28        | 30 096      | 54,99       |  |
|                | Guy Catusse           | PCF            | 4 854        | 9,58         |             |             |  |
|                | Jacqueline Santi      | LO             | 764          | 1,51         |             |             |  |
|                |                       |                |              |              |             |             |  |
| Inscrits       | Inscrits              | Inscrits       | 67 779       | 100,00       | 67 766      | 100,00      |  |
| Abstentions    | Abstentions           | Abstentions    | 16 271       | 24,01        | 12 104      | 17,86       |  |
| Votants        | Votants               | Votants        | 51 508       | 75,99        | 55 662      | 82,14       |  |
| Blancs et nuls | Blancs et nuls        | Blancs et nuls | 860          | 1,67         | 932         | 1,67        |  |
| Exprimés       | Exprimés              | Exprimés       | 50 648       | 98,33        | 54 730      | 98,33       |  |

#### Deuxième circonscription (Castelsarrasin)
| Candidat       | Candidat                         | Parti             | Premier tour | Premier tour | Second tour | Second tour |  |
| Candidat       | Candidat                         | Parti             | Voix         | %            | Voix        | %           |  |
| -------------- | -------------------------------- | ----------------- | ------------ | ------------ | ----------- | ----------- |  |
|                | Jean-Michel Baylet sortant réélu | MRG               | 14 143       | 27,91        | 24 679      | 100,00      |  |
|                | Jean-Paul Nunzi                  | PS                | 13 236       | 26,12        | Retrait     | Retrait     |  |
|                | Jacques Briat                    | UDF (PR)          | 8 709        | 17,18        |             |             |  |
|                | Roland Hévin                     | RPR (UNM)         | 7 723        | 15,24        |             |             |  |
|                | Michel Bonnet                    | PCF               | 6 220        | 12,27        |             |             |  |
|                | Jean-Bernard Meynot              | Divers écologiste | 644          | 1,27         |             |             |  |
|                |                                  |                   |              |              |             |             |  |
| Inscrits       | Inscrits                         | Inscrits          | 69 726       | 100,00       | 69 700      | 100,00      |  |
| Abstentions    | Abstentions                      | Abstentions       | 18 009       | 25,83        | 25 662      | 36,82       |  |
| Votants        | Votants                          | Votants           | 51 717       | 74,17        | 44 038      | 63,18       |  |
| Blancs et nuls | Blancs et nuls                   | Blancs et nuls    | 1 042        | 2,01         | 19 359      | 43,96       |  |
| Exprimés       | Exprimés                         | Exprimés          | 50 675       | 97,99        | 24 679      | 56,04       |  |